# 생명공학기술

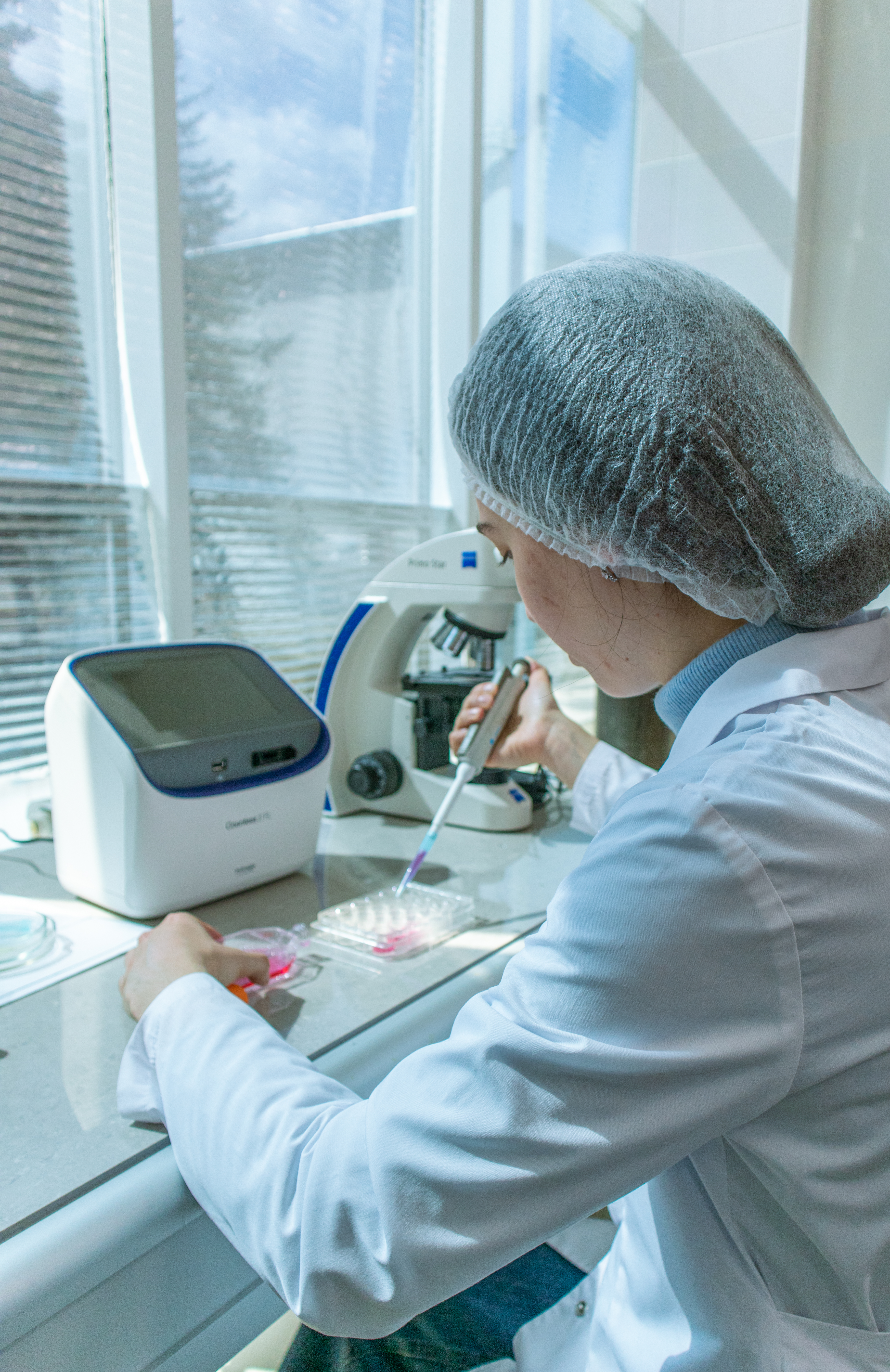
생명공학 연구실에서 연구를 수행 중인 생물학자

생명공학기술(生命工學技術, 영어: biotechnology, BT) 또는 바이오테크놀로지는 각종 생물체의 생물학적 시스템, 생체, 유전체 또는 이들의 물질·정보를 연구·활용하는 기술이다.

## 개요
생명공학기술은 사람의 유전자 DNA를 인위적으로 재조합하거나 형질을 전환, 또는 생체기능을 모방하여 다양한 분야에 응용하는 기술, 즉 생명 현상, 생물 기능 그 자체를 인위적으로 조작하는 기술로, 생물체가 가지는 유전·번식·성장·자기제어 및 물질대사 등의 기능과 정보를 이용해 인류에게 필요한 물질과 서비스를 가공·생산하는 기술이다.
유전자 치환이나 세포융합으로 대량 배양한 효소를 사용하여 물질을 합성하는 바이오리액터(bioreactor) 등 생체기능 자체를 응용한 기술에 의하여 자연에는 극히 미량밖에 존재하지 않는 물질을 대량으로 생산하려는 것으로 이미 당뇨병의 특효약 인슐린, 항암제 인터페론 등이 상업화되었다. 의약품뿐만 아니라 화학식품·화학섬유 등의 업종에서도 연구개발이 활발히 진행 중이다. 앞으로는 품질개량, 식량생산(GMO 식품) 등 농업 분야에도 응용될 것으로 기대된다.
국제 연합(UN)은 생명공학기술을 "생물학 시스템, 생명 유기체, 또는 파생물을 이용하여 특정 사용을 위해 제품 또는 프로세스를 만들거나 변형하는 기술적 응용"이라고 정의한다.

## 역사
20세기 후반에는 유전자에 관한 연구가 급증하였고, 1996년에는 스코틀랜드의 로슬린 연구소에서 이언 윌머트와 키스 캠벨이 핵 이식 기술을 이용하여 복제 양 돌리를 탄생시켰고 그 이후 다른 과학자들이 쥐 소 등으로 많은 복제를 해왔다

### 미국
미국에서는 이 분야의 벤처 비즈니스가 성행하고 있다.

### 대한민국
한국 정부는 2000년 10월, '바이오산업 발전 방안'을 수립함으로써 생물산업 발전의 기본틀을 마련했고, 기술 개발과 산업화를 양대 축으로 과학기술부·산업자원부·보건복지가족부 등 관계 부처가 추진해 왔다. 2001년 8월에는 IT·NT 등과 함께 5대 차세대 성장산업으로 지정해 2010년까지 G7 수준으로 집중 육성키로 한 바 있다.
바이오 기술은 경제성장과 함께 질병 극복(레드바이오), 풍요로운 먹거리 제공(그린바이오), 쾌적한 환경 조성(화이트바이오)을 통해 국민 삶의 질 향상까지 달성 가능한 미래유망분야이다.  2017년 12월 ‘13대 혁신성장동력’에 맞춤형 헬스케어, 혁신신약을 선정하고, 2018년 8월 ‘혁신성장 8대 선도 사업’ 중 하나로 ‘바이오헬스’를 포함하였으며, 2019년 3월 3대 신산업’에 시스템반도체, 미래 자동차와 함께 바이오헬스를 선정하여 ‘바이오헬스 국가비전(2019.5.)’을 선포하는 등 정부 주요 정책방향에 바이오 분야를 지속적으로 포함하고 중점적으로 지원･육성하고 있다.
2020년, 생명공학 분야 정책 수립을 뒷받침할 수 있는 통계 조사와 기술영향평가 등을 시행할 수 있도록 생명공학법이 개정되었다.
생명공학육성법은 바이오 분양의 최상의 법률로, 1983년 제정된 이후 생명공학 분야 육성을 위한 법률적 바탕을 제공해 왔다.

## 생명공학분야 기술분류
과학기술정보통신부 기준에 의한 과학기술 생명공학분야 기술은 아래와 같다.
- 기초
  - 생물자원탐색기술 - 미생물, 바이러스
  - 동식물세포배양기술 - 동식물 세포
  - 효소공학기술 - 효소
  - 유전체기술 - 유전공학, 당류기 함유 핵산
  - 단백질체기술 - 펩티드, 고정화 펩티드, 하이브리드 펩티드
  - 항체이용기술 - 면역글로불린
- 공정
  - 생물공정기술 - 효소 미생물 관련장치, 동식물 세포 배양장치, 생물학적 합성, 분리정제
  - 측정진단기술 - 측정시험, 조사분석
- 의약
  - 생물의약개발기술 - 신약 후보물질, 단백질 치료제, 치료용 항체, 유전자 치료, 방사선 의약
- 농업
  - 생물농약개발기술 - 생물 농약
  - 형질농약개발기술 - 신규한 식물
- 환경
  - 발효식품개발기술 - 알코올 발효 및 장치
  - 환경생물공학기술 - 슬러지 처리

## 산업현황
국내 바이오기업 984개사를 대상으로 조사한 ‘2017년 기준 국내 바이오산업 실태조사’ 결과(2018.12), 국내 바이오 산업 생산규모가 사상 최초로 10조 원대를 돌파한 것으로 나타났다.

## 응용

### 4대 유형의 바이오기술[1]
- 블루 바이오테크놀로지: 해양이나 수질 관련 생물학 제품을 말한다. 예로는 해양 기원의 계통 (gene), 수질 기관 경로(aquatic organ path)를 통한 생물약제(biopharming), 바닷물조류의 해양생산(marine production of algae), 해양 천연물 및 기타 산업응용이 가능 한 생물자원(biomass) 등이 있다.
- 그린 바이오테크놀로지: 농업과 환경 프로세스에 적용될 바이오기술을 말한다. 예로는 수확량 확대, 품질개선, 병충해 저항, 환경 스트레스에 적용가능한 유전자 도입 식물 (transgenic plants)을 설계하는 것을 포함한다. 환경의 적용사례로는 환경오염이나 공해 등을 해결할 미생물(microorganism) 엔지니어링 등이 있다.
- 레드 바이오테크놀로지: 의학 응용에 사용되는 바이오기술을 말한다. 예로는 항생물질(antibiotic)의 생산을 위해 유기체의 설계(design of organisms), 유전의 질병 치료(generic cure of disease)에 관한 엔지니어링, 생물조직과 장기를 대체(replacement tissue and organ)할 신규개발 등이 포함된다.
- 화이트(그레이) 바이오테크놀로지: 산업의 프로세스에 적용하는 바이오기술을 말한다. 예로는 유용한 화학, 연료, 섬유질 기반의 재료를 생산하기 위해 설계된 유기체와 생물학 프로세스를 포함한다.

### 기타
- 생물정보학